# Zbigniew Szałkowski
Zbigniew Ludomir Jan Szałkowski (ur. 17 marca 1924 w Grudziądzu, zm. 12 października 2000) – profesor Politechniki Łódzkiej, dyrektor Instytutu Krajowych Włókien Naturalnych w Poznaniu, rolnik, chemik, włókiennik.

## Życiorys
Urodził się jako syn Antoniego, kapelmistrza i kapitana Wojska Polskiego (szlachta zagrodowa herbu Szeliga) oraz Czesławy z Zielińskich (z majątku Rożental).
Syn jego starszej siostry, Jadwigi Komorowskiej (po mężu), Bronisław Komorowski był w latach 2010-2015 prezydentem RP.
W 1939 roku ukończył trzecią klasę gimnazjum im. K. Marcinkowskiego w Poznaniu i kontynuował naukę w gimnazjum Zygmunta Augusta w Wilnie. Maturę uzyskał na tajnym nauczaniu w 1942 w Wilnie.
W okresie okupacji, poza nauką, pracował zarobkowo jako robotnik przy karczowaniu lasów, budowie dróg i ulic, pomocnik piekarza, a następnie spawacz w Szpitalu Wojskowym na Antokolu (1941-1943).
Od 1940 roku działał w konspiracji – najpierw jako członek ZWZ, a następnie w AK, gdzie przeszedł przeszkolenie dla młodszych dowódców. W maju 1943 na własną prośbę został skierowany do partyzantki i przyjęty do świeżo formowanego szwadronu kawalerii w oddziale „Narocz”. W jej szeregach uczestniczył w wielu bitwach i potyczkach (Worziany, droga Wilno-Niemenczyn, Pohulanka, Łokuciany k. Podbrodzia, Gielany, operacja Ostra Brama i in.).
16 lipca 1944 został internowany przez krasnoarmiejców do obozu w Miednikach Królewskich, skąd zbiegł do Wilna. Zagrożony ponownym aresztowaniem opuścił miasto i wstąpił do grupy b. partyzantów, dowodzonej przez podch. „Janusza”. W październiku został wcielony do II Armii WP, z której uciekł w maju 1945 roku. W latach 1945–1949 posługiwał się dokumentami na nazwisko Zdzisław Szatkowski ur. 17.01.1927 r.
W 1949 r. ukończył studia na Wydziale Rolniczo-Leśnym Uniwersytetu Poznańskiego ze specjalizacją „Rośliny przemysłowe” otrzymując stopień magistra inżyniera rolnictwa.
W roku 1950, jako wolny słuchacz, podjął studia na Wydziale Mechanicznym Wyższej Szkoły Inżynierskiej). Następnie zaliczył IV rok studiów na Wydziale Matematyki, Fizyki i Chemii na sekcji chemicznej Uniwersytetu Poznańskiego.
W latach 1946–1947 pracował jako młodszy asystent w Zakładzie Roślin Przemysłowych Uniw. Pozn., a od 1947 do 1949 roku w Lniarsko-Konopnej Centralnej Stacji Doświadczalnej (od 1952 roku Instytut Przemysłu Włókien Łykowych) na stanowisku asystenta, kierownika pracowni i oddziału.
W marcu 1951 otrzymał stopień doktora nauk agrotechnicznych broniąc pracę doktorską z dziedziny technologii lnu.
W lutym 1953 przeniósł się do Łodzi, by objąć tam stanowisko naczelnika Wydz. Roszarń w Centralnym Zarządzie Przemysłu Włókien Łykowych.
W latach 1955–1957 był doradcą technicznym w Zjednoczeniu Przemysłu Lniarskiego w Łodzi oraz adiunktem w Zakładzie Przędzalnictwa i Tkactwa Instytutu Włókiennictwa i projektantem w Biurze Projektowania Zakładów Włókienniczych. Od 1955 roku podjął również wykłady i inne zajęcia dydaktyczne na Wydziale Włókienniczym Politechniki Łódzkiej.
W 1957 roku został adiunktem w Katedrze Przędzalnictwa Włókien Łykowych PŁ, a następnie kierownikiem Zakładu Roszarnictwa i kierownikiem Katedry.
Na PŁ był zatrudniony przeszło 25 lat przechodząc kolejne stopnie rozwoju naukowego i dydaktycznego.
W maju 1961 uzyskał stopień naukowy docenta (obecnie dr hab.).
Przez dwie kadencje, w latach 1964-1969 był prodziekanem ds. dydaktyki Wydziału Włókienniczego PŁ.
W październiku 1969 uzyskał tytuł profesora nadzwyczajnego nauk technicznych.
W 1970 r. został powołany na stanowisko dyrektora Instytutu Metrologii, Włóknin i Odzieżownictwa na Wydziale Włókienniczym PŁ.
W latach 1973–1990 był członkiem Rady Naukowej Instytutu Włókiennictwa.
W grudniu 1980 roku powołany został na stanowisko dyrektora Instytutu Krajowych Włókien Naturalnych w Poznaniu.
W 1984 r. uzyskał tytuł naukowy profesora zwyczajnego.
Był promotorem ok. 100 prac magisterskich i 10 doktorskich, a także opiekunem kilku habilitacji.
Wykonał ok. 90 prac naukowo-badawczych i projektowych. Miał w swoim dorobku ponad 140 publikacji. Jest twórcą, względnie współtwórcą 14 patentów i wzorów użytkowych. Wygłosił ponad 30 referatów na konferencjach i sympozjach krajowych i zagranicznych.

## Publikacje
Opublikował Technikę suszenia słomy lnianej (1952), Poradnik roszarnika (1965), Podstawy chemicznej technologii surowców i włókien łykowych (1967) i był redaktorem i współautorem pracy zbiorowej Technologia włóknin (1971), przez wiele lat podstawowego podręcznika z zakresu technik i technologii włókninowych. Następnie opublikował kolejne podręczniki m.in. Technologia i struktura włóknin (1982) oraz jako współautor i redaktor całości Poradnik inżyniera – włókiennictwo (1982).
Prowadził również ożywioną działalność społeczną jak np. w Stowarzyszeniu Włókienników Polskich, w którym poza szeregiem różnych funkcji sprawowanych od 1954 r., był także w latach 1970-1980 członkiem Zarządu Głównego SWP i przewodniczącym Głównej Komisji Kwalifikacyjnej Rzeczoznawców, a w latach 1983-1989 przewodniczącym Oddziału SWP w Poznaniu. W latach 1964–1970 był członkiem zarządu koła ZBoWiD i członkiem zarządu oddziału w Łodzi.

## Odznaczenia
Był odznaczony m.in. Krzyżem Partyzanckim (1959), Krzyżem Walecznych (1965), Krzyżami Kawalerskim (1975) i Oficerskim (1985) Orderu Odrodzenia Polski oraz wieloma Odznakami np. Honorowa Odznaka m. Łodzi (1973), złota Honorowa Odznaka NOT i SWP (1975 i 1977), Odznaka Zasłużony dla Przemysłu Lekkiego (1980).

## Życie rodzinne
Z małżeństwa z Czesławą Ireną Mikołajewicz zawartego 8 sierpnia 1949 miał dwie córki: Grażynę (1952) i Hannę (1955).
Został pochowany na cmentarzu w Skórzewie pod Poznaniem.